# Peter Stebler
Peter Stebler est un rameur suisse né le 7 mai 1927 à Zurich et mort le 15 septembre 2010.

## Biographie
Peter Stebler dispute l'épreuve de quatre en pointe avec barreur aux côtés de Rudolf Reichling, Erich Schriever, Émile Knecht et André Moccand aux Jeux olympiques d'été de 1948 de Londres et remporte la médaille d'argent.